# Championnat de Bulgarie de football 1995-1996
Navigation
Saison précédente Saison suivante
La saison 1995-1996 du Championnat de Bulgarie de football était la 72e édition du championnat de première division en Bulgarie. Les seize meilleurs clubs du pays se retrouvent au sein d'une poule unique, la Vissha Professionnal Football League, où ils s'affrontent deux fois, à domicile et à l'extérieur. À la fin de la saison, les trois derniers du classement sont relégués et remplacés par les trois meilleurs clubs de deuxième division.
C'est le PFC Slavia Sofia qui s'impose en championnat cette année en terminant en tête du classement, avec 5 points d'avance sur le triple tenant du titre, le PFK Levski Sofia et 9 sur le Lokomotiv Sofia. C'est le 7e titre de champion de Bulgarie du Slavia Sofia, qui réussit même le doublé en battant le Levski Sofia en finale de la Coupe de Bulgarie. Le Slavia n'avait plus gagné le titre national depuis 53 ans et son titre gagné durant la Seconde Guerre mondiale, en 1943.

## Les 16 clubs participants
| - PFK Levski Sofia - FK CSKA Sofia - Etar Veliko Tarnovo - Litex Lovetch - FK Shumen - PFC Slavia Sofia - Lokomotiv Plovdiv - Lokomotiv Sofia | - FK Spartak Varna - Promu de D2 - PFC Dobrudzha Dobrich - PFC Montana - Botev Plovdiv - Spartak Plovdiv - Rakovski Ruse - Promu de D2 - Levski Kyustendil - Promu de D2 - Naftex Burgas |

## Compétition

### Classement
Le barème utilisé pour établir le classement est donc le suivant :
- Victoire : 3 points
- Match nul : 1 point
- Défaite : 0 point

| Rang | Équipe                | Pts | J  | G  | N | P  | Bp | Bc | Diff |
| ---- | --------------------- | --- | -- | -- | - | -- | -- | -- | ---- |
| 1    | PFC Slavia Sofia C    | 67  | 30 | 20 | 7 | 3  | 51 | 14 | +37  |
| 2    | PFK Levski Sofia T    | 62  | 30 | 19 | 5 | 6  | 49 | 22 | +27  |
| 3    | Lokomotiv Sofia       | 58  | 30 | 17 | 7 | 6  | 55 | 24 | +31  |
| 4    | Naftex Burgas         | 57  | 30 | 17 | 6 | 7  | 58 | 31 | +27  |
| 5    | FK CSKA Sofia         | 56  | 30 | 16 | 8 | 6  | 49 | 26 | +23  |
| 6    | FK Spartak Varna P    | 41  | 30 | 13 | 2 | 15 | 47 | 52 | -5   |
| 7    | PFC Dobrudzha Dobrich | 39  | 30 | 12 | 3 | 15 | 30 | 43 | -13  |
| 8    | Levski Kyustendil P   | 37  | 30 | 10 | 7 | 13 | 27 | 37 | -10  |
| 9    | PFC Montana           | 36  | 30 | 9  | 9 | 12 | 33 | 35 | -2   |
| 10   | Botev Plovdiv         | 36  | 30 | 10 | 6 | 14 | 33 | 38 | -5   |
| 11   | Lokomotiv Plovdiv     | 35  | 30 | 10 | 5 | 15 | 25 | 50 | -25  |
| 12   | Etar Veliko Tarnovo   | 33  | 30 | 9  | 6 | 15 | 21 | 37 | -16  |
| 13   | Rakovski Ruse P       | 32  | 30 | 9  | 5 | 16 | 33 | 41 | -8   |
| 14   | FK Shumen             | 32  | 30 | 9  | 5 | 16 | 28 | 44 | -16  |
| 15   | Litex Lovech          | 30  | 30 | 7  | 9 | 14 | 29 | 40 | -11  |
| 16   | Spartak Plovdiv       | 22  | 30 | 6  | 4 | 20 | 24 | 58 | -34  |

|  | Qualification pour la Coupe des Coupes 1996-1997                                         |
|  | Qualification pour la Coupe UEFA 1996-1997                                               |
|  | Qualification pour la Coupe Intertoto 1996                                               |
|  | Relégation en deuxième division                                                          |
|  | T : Tenant du titre C : Vainqueur de la Coupe de Bulgarie P : Promu de deuxième division |

## Bilan de la saison
| Championnat de Bulgarie de football 1995-1996 |                             |
| Champion                                      | PFC Slavia Sofia (7e titre) |
| Coupes et trophées                            |                             |
| Vainqueur de la Coupe de Bulgarie 1995-1996   | PFC Slavia Sofia            |
| Qualifications continentales                  |                             |
| Coupe des Coupes 1996-1997                    | PFK Levski Sofia            |
| Coupe UEFA 1996-1997                          | PFC Slavia Sofia            |
| Coupe UEFA 1996-1997                          | Lokomotiv Sofia             |
| Coupe Intertoto 1996                          | FK CSKA Sofia               |
| Coupe Intertoto 1996                          | FK Spartak Varna            |
| Promotions et relégations                     |                             |
| Promus en Vissha PFL                          | FC Maritsa Plovdiv          |
| Promus en Vissha PFL                          | PFC Minyor Pernik           |
| Promus en Vissha PFL                          | PFK Spartak Pleven          |
| Relégués en B PFL                             | FK Shumen                   |
| Relégués en B PFL                             | Litex Lovetch               |
| Relégués en B PFL                             | Spartak Plovdiv             |